# Pico do Fogo
Pico do Fogo – stratowulkan na wyspie Fogo, w archipelagu Wysp Podwietrznych. Jest najwyższym szczytem Republiki Zielonego Przylądka. Ostatnie erupcje miały miejsce w 1995 i 2014.

## Aktywność wulkaniczna

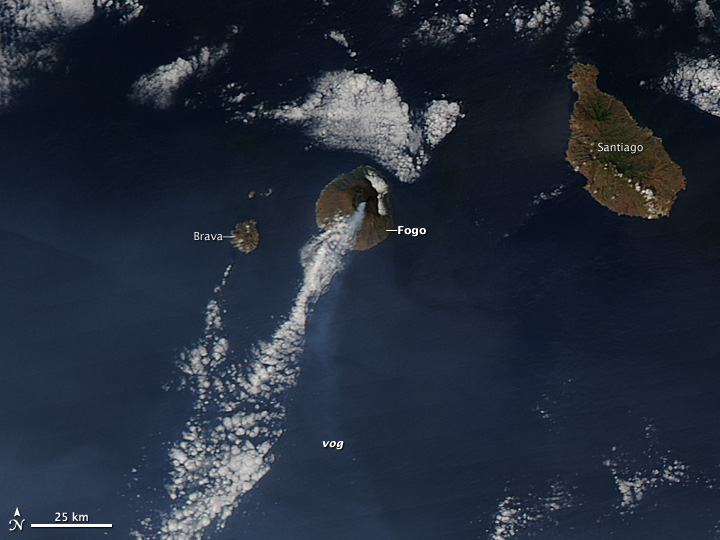
Zdjęcie satelitarne erupcji w 2014

Pico do Fogo jest czynnym wulkanem, który okresowo wzmaga swą aktywność. Mała wioska zwana Chã das Caldeiras leży wewnątrz kaldery u stóp wulkanu, a jej mieszkańcy są okresowo ewakuowani podczas erupcji. W 1680 miała miejsce gwałtowna erupcja wulkanu. Góra była widoczna z odległości setek kilometrów przez kilka lat. W czasie tej erupcji wyspa otrzymała swą nazwę. Słabsza erupcja z 1995 uformowała nowy krater nazwany Pico Pequeno; była dosyć łagodna i mieszkańcy wsi mogli wrócić do domów. Najnowsza erupcja rozpoczęła się 23 listopada 2014 i po dwóch tygodniach 6 grudnia wypływająca lawa zniszczyła wsie Portela i Bangaeira położone w kalderze.

## Kaldera

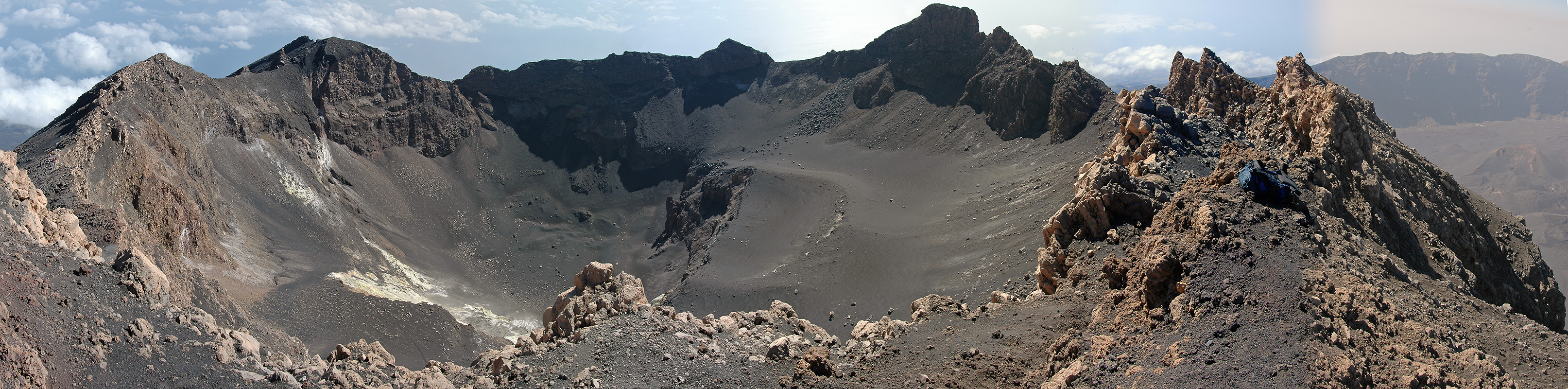
Kaldera Pico do Fogo

Kaldera jest szeroka na 9 km, a jej ściany mają 1 km wysokości. Kaldera ma wyłom na wschodniej krawędzi, a wielki szczyt wyrasta w jej centrum. Środkowy stożek wulkaniczny Pico tworzy najwyższy punkt na wyspie Fogo, a jego szczyt jest około 100 m wyższy od otaczających go ścian kaldery. Lawa z wulkanu dotarła do wschodniego wybrzeża wyspy w czasach historycznych.
Cała wyspa jest podwodną górą, zwaną Cadamosto, a otaczający ją ocean osiąga głębokość do 5300 m w odległości 5 km od linii brzegowej. Wyjątkiem jest zachodnia strona, lecz ta jest połączona z inną podwodną górą dalej na zachodzie w Brava.